# Tehničko sveučilište u Münchenu
Tehničko sveučilište u Münchenu (njem. Technische Universität München), javno je istraživačko sveučilište i sveučilišni kampus u Münchenu. Član je Europskog udruženja sveučilišta i udruženja njemačkih istraživačkih sveučilišta TU9 te jedno od Njemačkih sveučilišta izvrsnosti. Ubraja se među najbolja tehnička sveučilišta u Europi.
Osnovao ga je 1868. Ludvig II. Bavarski pod nazivom "Politehnička škola München". Sveučilište je iznjedrilo 17 nobelovaca i 18 dobitnika Lieblinzove nagrade.
Na sveučilištu svake godine studira oko 40.000 studenata te je zaposleno oko 9.000 zaposlenika. Boja sveučillišta je plava.